# Hippolyte Réhault
Hippolyte Réhault, né le 26 mars 1897 à Fougères et mort le 31 décembre 1976 à Rennes, est un industriel et homme politique français.

## Biographie
Né en 1897 à Fougères, Hippolyte Réhault obtient le baccalauréat au collège de la ville. Il s'engage dans l'armée en 1915 et est blessé à Verdun, il finit la guerre avec le grade de sous-lieutenant.
En 1943, otage de l'occupant allemand à la suite de l’attentat de la Feldgendarmerie de Fougères, il est arrêté et déporté en septembre de la même année à Buchenwald, Dora et Bergen-Belsen. Il est libéré des camps de la mort le 15 avril 1945.
Industriel, il dirige dans les années 1950-1960 l'usine de chaussures créée par son père et sa mère à Fougères. Ses fils Jean et Pol Réhault reprendront la direction de l'entreprise qui comptera plus de 1 000 salariés. Mais les crises successives qui touchent la chaussure à Fougères ont raison de l'entreprise familiale à la fin des années 1970.
Maire de Fougères de 1947 à 1965 et sénateur (conseiller de la République à l'époque) de 1946 à 1948, il dirige la reconstruction après les bombardements des 6 et 8 juin 1944 puis entreprit de développer la ville.
Il meurt à Rennes le 31 décembre 1976.

## Détail des fonctions et des mandats
Mandat parlementaire
- 8 décembre 1946 - 7 novembre 1948 : Sénateur d'Ille-et-Vilaine

Mandat local
- mai 1945 - mars 1959 : Maire de Fougères